# John Torode
John Torode, född 23 juli 1965 i Melbourne, Victoria, är en australiskfödd brittisk kock specialiserad på australasiatisk mat. Han äger bland annat Smiths of Smithfield och flera andra restauranger i London.
Torode flyttade till Storbritannien när han var 25 år och jobbade sedan i många olika restauranger i London såsom Pont de La Tour, Quaglino's, Mezzo, och the Bluebird.
Han har gjort många framträdande på tv, bland annat har hans recept ibland visats i programmet Saturday Kitchen på BBC, Torode har även varit gästprogramledare i det programmet sedan maj 2008. Dessutom har han publicerat artiklar regelbundet i tidningen Daily Mail på lördagar men även i tidningen Olive Magazine. Under fyra år var han kock i programmet This Morning with Richard and Judy. Det tv-program som han är mest känd för är Masterchef Goes Large som han leder tillsammans med Gregg Wallace.
För närvarande bor han i södra London tillsammans med sin andra fru, Jessica. Han har fyra barn, varav två från ett tidigare äktenskap.